# Liste der Monuments historiques in Montigny-en-Ostrevent
Die Liste der Monuments historiques in Montigny-en-Ostrevent führt die Monuments historiques in der französischen Gemeinde Montigny-en-Ostrevent auf.

## Liste der Bauwerke
| Bezeichnung | Beschreibung              | Standort              | Kennzeichnung | Schutzstatus | Datum | Bild           |
| ----------- | ------------------------- | --------------------- | ------------- | ------------ | ----- | -------------- |
| Schloss     | Erbaut im 13. Jahrhundert | Rue du Château (Lage) | PA00107757    | Inscrit      | 1929  | weitere Bilder |